# رود توتورا
رود توتورا (انگلیسی: Tutura) یک رودخانه در استان ایرکوتسک کشور روسیه است.